# Flachbatterie

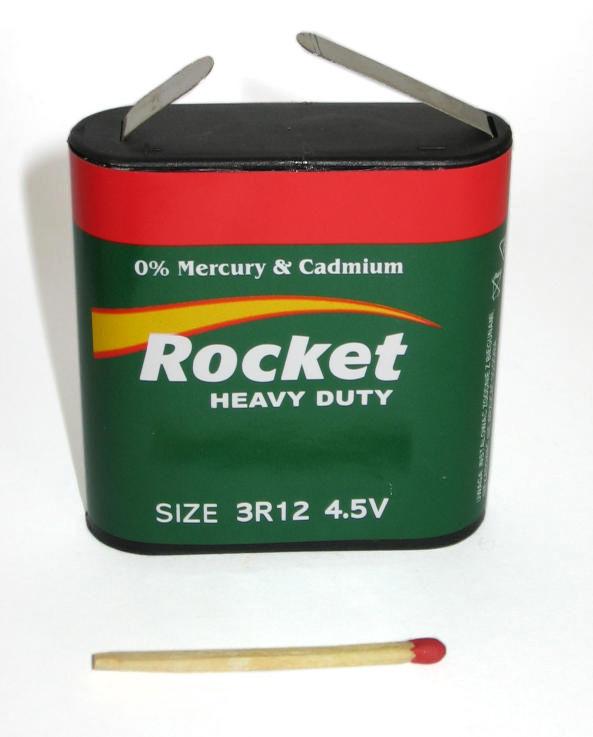
Flachbatterie

Eine Flachbatterie ist eine ursprünglich von Paul Schmidt entwickelte Batterie, in der drei Zellen in Reihe geschaltet sind. Kommen Zink-Kohle-Zellen zum Einsatz, lautet die IEC-Bezeichnung dieser Batterie 3R12. Kommen Alkali-Mangan-Zellen zur Anwendung, lautet die Bezeichnung 3LR12. Während des Zweiten Weltkriegs wurde sie auch als Zink-Luft-Batterie hergestellt. Der Pluspol liegt an der kurzen Anschlusszunge, der Minuspol entsprechend an der langen Zunge.
Durch die Reihenschaltung ergibt sich dann eine Gesamtspannung von 4,5 V. Flachbatterien können nicht wieder aufgeladen werden.

## Bedeutung
Die Flachbatterie verliert unter anderem wegen ihrer Sperrigkeit immer mehr an Bedeutung; die meisten ihrer Einsatzgebiete können dank energiesparender Technologien, die eine geringere Spannung benötigen, durch Mignon-Batterien (AA) ebenfalls bedient werden.
Vielfach sind Flachbatterien nicht mehr handelsüblich. Mittels Adapter (für drei Mignon-Batterien) lassen sich allerdings auch Altgeräte weiterhin betreiben (jedoch mit reduzierter Kapazität, da Mignon-Batterien ein deutlich geringeres Volumen haben als die sonst üblichen Zellen in Flachbatterien). Das ist auch die einzige Möglichkeit, wiederaufladbare NiCd- oder NiMH-Akkus in entsprechenden Geräten zu verwenden, da es keine Akkumulatoren vom Typ Flachbatterie gibt.

## Einsatzbereiche

### Kommerzielle Verwendung
Flachbatterien werden auch heute noch von verschiedenen Herstellern (u. a. Crone, Duracell, Panasonic, Varta) in Kastenleuchten (kastenförmige Taschenlampen) verwendet. Der Vorteil liegt in der Handlichkeit (nur eine statt drei Batterien müssen eingelegt werden) und in der erhöhten Stromkapazität aufgrund der besseren Raumausnutzung (ca. 5900 mAh anstatt von 2200 bis 3500 mAh bei Mignon, siehe Batteriegrößen). Bis in die frühen 1970er Jahre fand man sie ebenfalls in Transistorradios. Analoge Widerstandsmessgeräte bezogen ihren Energiebedarf zum Teil ebenfalls aus Flachbatterien.

### Basteln
Traditionell wird die Flachbatterie wegen der gut kontaktierbaren langen Anschlussfahnen für kleinere Bastelprojekte im Werkunterricht oder in Kindergruppen verwendet. Im Rahmen der Elektrizitätslehre findet sie beim Aufbau einfacher Stromkreise Verwendung. In manchen Fällen erspart die Spannung von 4,5 V eine aufwendige Reihenschaltung anderer (radialsymmetrischer) Batterietypen. Die Anschlussfahnen dienen aufgrund ihrer Federwirkung nicht selten als Schalter, so dass mit einer Glühlampe und etwas Klebeband schnell eine einfache Taschenlampe hergestellt ist. Eine Reihen- (höhere Spannung) oder Parallelschaltung (höhere Stromstärke) mehrerer Flachbatterien kommt durch das geeignete Verbinden der Anschlussfahnen (im einfachsten Fall mit Büroklammern) zustande. Aufgrund der abnehmenden Marktpräsenz der Flachbatterien setzt sich für Bastelaufgaben der 9-Volt-Block immer mehr durch.

## Bilder

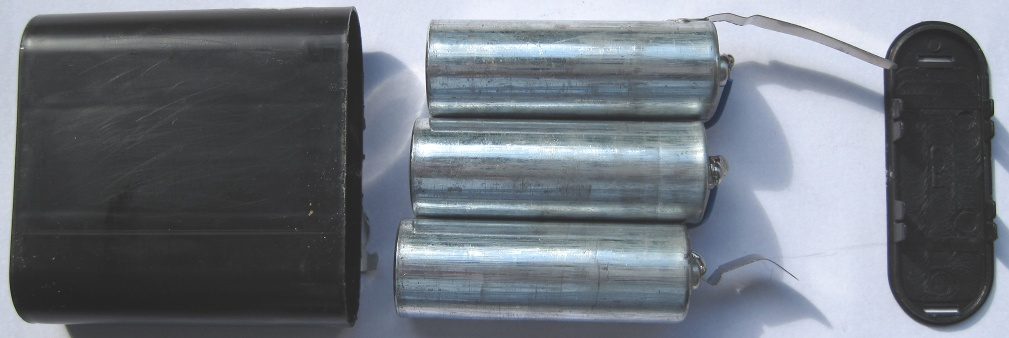
Flachbatterie zerlegt
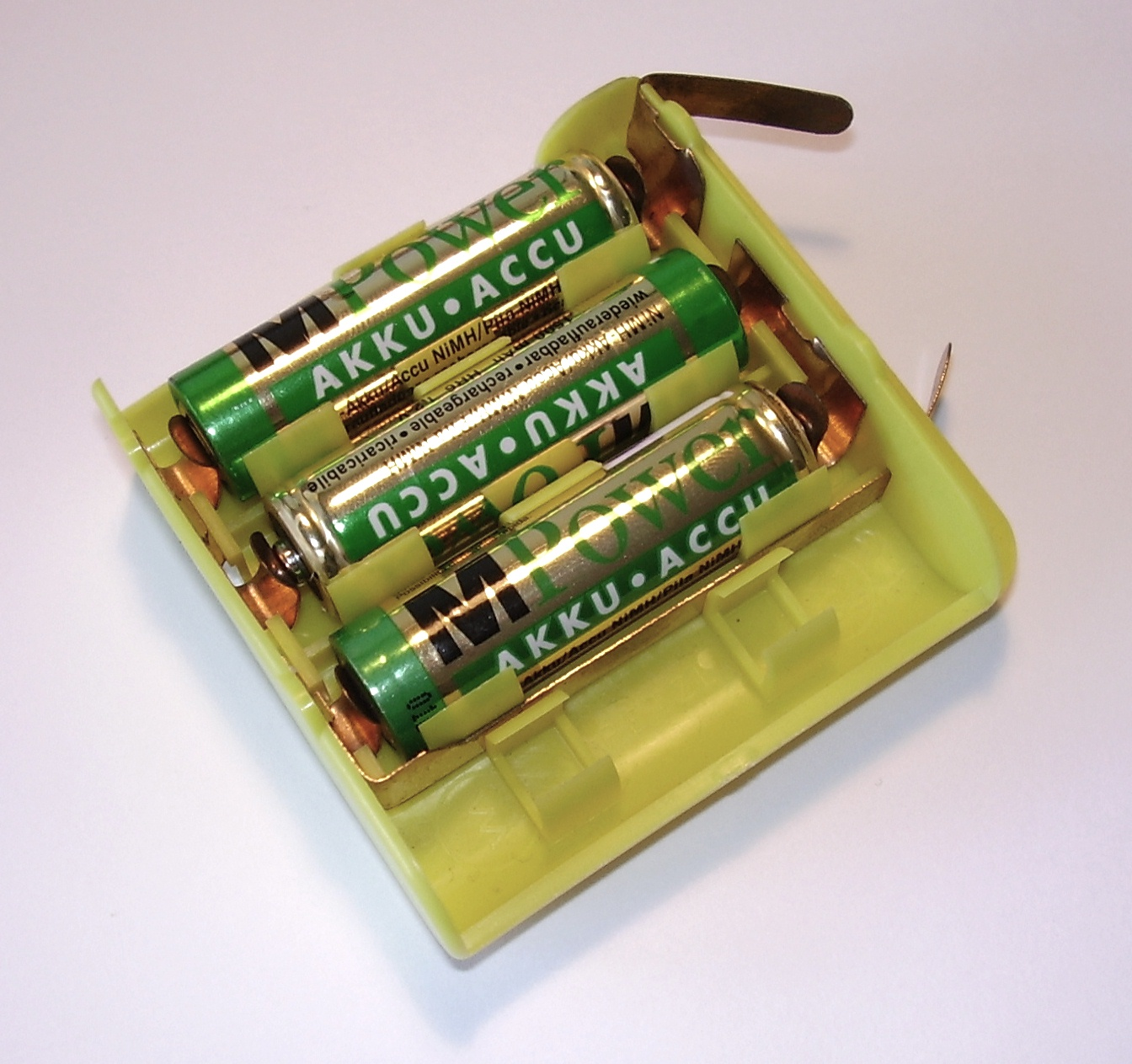
Batterie-Adapter: Drei Mignon-Batterien (AA) werden zu einer Flachbatterie
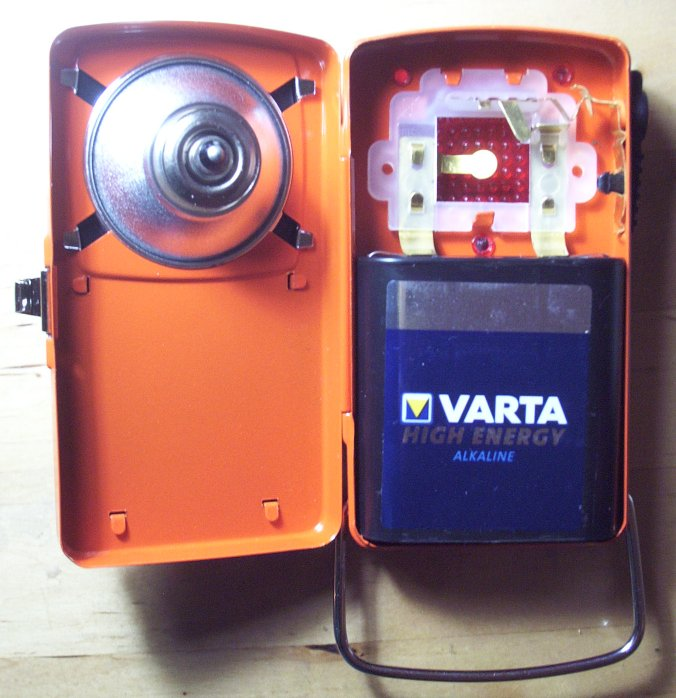
Geöffnete Kastenleuchte mit Flachbatterie
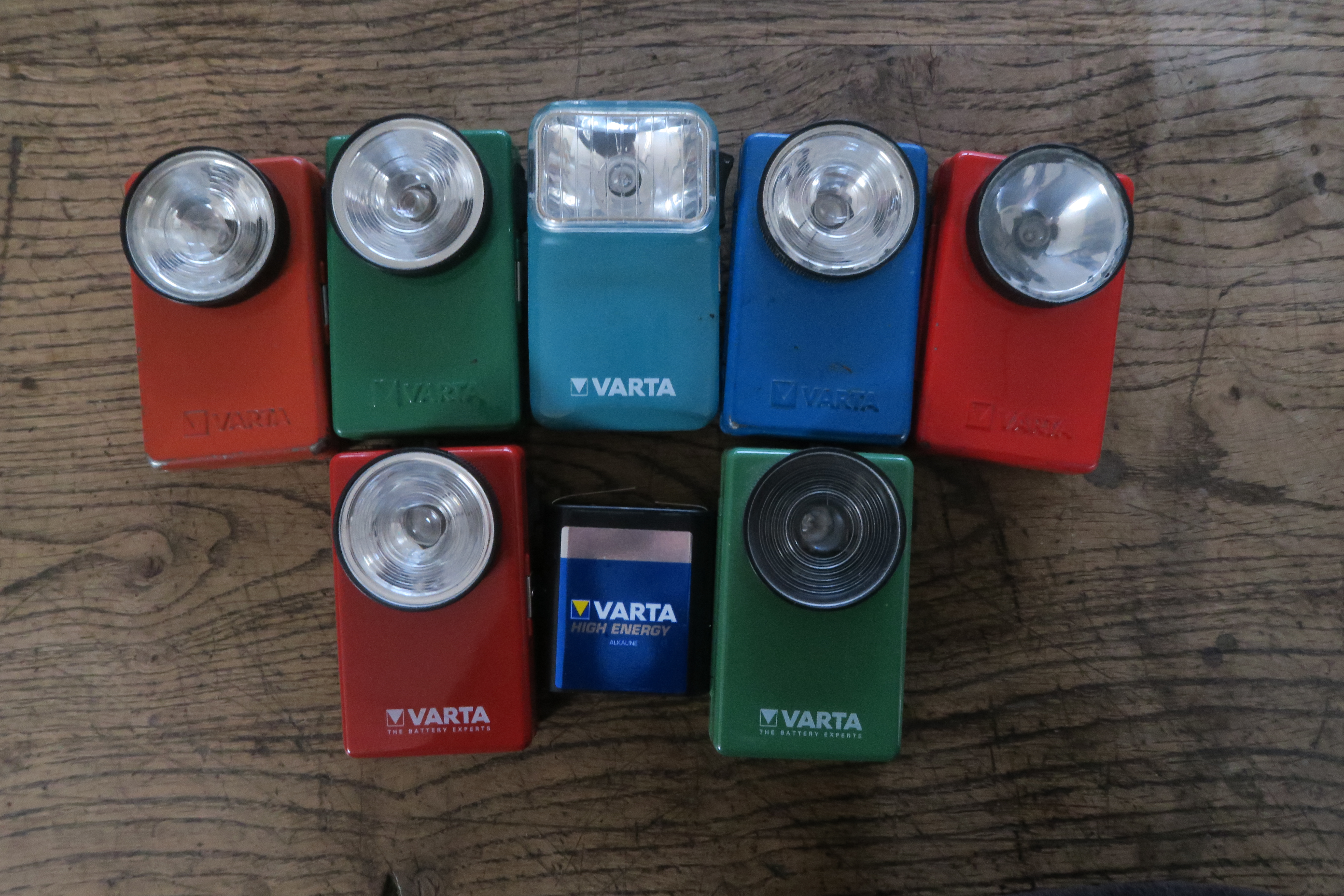
Taschenlampen für Flachbatterien